# Lupus I. (Aquitanien)
Lupus I. (baskisch: Lope, französisch: Loup; † um 675) war ein Herzog in Teilen Aquitaniens und der Gascogne im 7. Jahrhundert.
Lupus rebellierte vor dem Jahr 673 gegen den Dux Felix und übernahm die Herrschaft in Toulouse sowie über die westlich siedelnden Vasconen (Gascogne). Im Jahr 673 unterstützte er in Septimanien die Rebellion des „Tyrannen“ Paulus gegen die Oberhoheit des Westgotenkönigs Wamba und belagerte dabei Béziers. Zwischen den Jahren 673 und 675 nahm er in Bordeaux an einem Konzil des aquitanischen Episkopats teil. Beim Versuch, Limoges seiner Herrschaft zu unterwerfen, wurde Lupus wohl im Jahr 675 oder kurz danach getötet.
Der nächste in Aquitanien amtierende Herzog war Eudo, der um das Jahr 710 erstmals auftrat.